# Ehlonna
Ehlonna è una divinità immaginaria del gioco di ruolo fantasy Dungeons & Dragons. In origine faceva solo parte dell'ambientazione Greyhawk ma successivamente è entrata a far parte di tutte le altre ambientazioni. Ehlonna è la dea delle foreste ed estende la sua protezione a tutte le creature viventi nei suoi domini. Il suo simbolo è un unicorno rampante e i suoi seguaci sono elfi, gnomi, mezzelfi e halfling. A volte sono suoi seguaci anche ranger, druidi, cacciatori, contadini e taglialegna.

## Manifestazioni
Ehlonna alcune volte assume le sembianze di una donna dai capelli corvini mentre in altre occasioni si trasforma in un'elfa dai capelli lunghi e dalle trecce dorate. Il suo abbigliamento varia spesso e può andare dalla semplicità di un indumento per boscaioli alla raffinatezza di una elegante veste. Tuttavia in entrambi i casi il colore dell'indumento è sempre di un verde pallido.

## Dogma
Ehlonna protegge tutta la vita all'interno delle foreste e insegna ai suoi seguaci a vivere in armonia con quello che circonda loro e le loro case e a prendere solo il necessario da quello che offre la natura. Per Ehlonna infatti la foresta rappresenta un dono anziché un tesoro e, come tale, deve essere tenuta cara e apprezzata.

## Clero
I chierici di Ehlonna spesso si abbigliano con indumenti color verde foresta. Il loro compito è di proteggere la foresta e di salvaguardare gli alberi. Quando affrontano un invasore inizialmente sono calmi e fermi ma possono anche diventare spietati. Molti di loro si incaricano di insegnare a piantare alberi e a mostrare come si lavora il legno.

## Templi
I templi di Ehlonna sono di semplice costruzione e spesso non hanno un tetto poiché solo agli alberi è lasciato il compito di copertura. Alcune volte si possono trovare santuari di modeste dimensioni all'interno delle foreste.

## Faretra di Ehlonna
Apparentemente questa faretra sembra di fattura comune e non sembra contenere più di 20 frecce. Tuttavia dopo un'attenta analisi può essere scoperta la sua natura magica. Infatti questa faretra è suddivisa in tre sezioni ognuna avente una zona extradimensionale in grado di contenere rispettivamente sessanta, diciotto e sei oggetti sempre mantenendo lo stesso peso.